# ビル・ワイマン (アルバム)
『ビル・ワイマン』（Bill Wyman）は、イングランドのロック・ミュージシャン、ビル・ワイマンが1982年に発表した、ソロ名義では3作目（サウンドトラック・アルバムも含めれば4作目）のスタジオ・アルバム。

## 背景
「シー・シー・ロック・スター」は、ワイマンが映画『エメラルド大作戦』のサウンドトラックに提供したインストゥルメンタル「Si Si」を歌入りにした曲で、当初はイアン・デューリーに提供することも考えられたが、最終的にはワイマン自身による録音が1981年にシングルとしてリリースされた。同曲はイギリスおよびオランダで14位、ニュージーランドでは6位を記録するヒットとなった。
1981年10月には、「カム・バック・スザンヌ」も本作からの先行シングルとしてリリースされたが、同作は全英チャート入りしていない。

## 反響・評価
母国イギリスでは、『モンキー・グリップ』（1974年）以来8年ぶりに全英アルバムチャート入りを果たし、最高55位を記録した。また、「ニュー・ファッション」はシングル・カットされて全英37位に達した。
Donald A. Guariscoはオールミュージックにおいて5点満点中4点を付け「豪華な顔ぶれのバックアップ・ミュージシャンの起用が支配的だった以前のソロ・アルバムとは異なり、リズム・セクションと少数のゲストだけの協力を得て、多くの楽器を自分で演奏し、ベテランのロッカーとしての手腕を見せつけた。その結果、ニュー・ウェイヴの電子的な鋭さと、古き良きロックンロール的な音作りの融合により、新鮮で首尾一貫したサウンドとして結実した」と評している。

## 収録曲
特記なき楽曲はビル・ワイマン作。
1. ライド・オン・ベイビー - "Ride on Baby" (Bill Wyman, Stephen Wyman) - 3:55
2. ニュー・ファッション - "A New Fashion" (B. Wyman, Terry Taylor) - 4:10
3. ニュークリア・リアクション - "Nuclear Reactions" - 3:39
4. ビジョンズ - "Visions" (B. Wyman, T. Taylor) - 4:14
5. ジャンプ・アップ - "Jump Up" (B. Wyman, Chris Kimsey) - 3:59
6. カム・バック・スザンヌ - "Come Back Suzanne" - 3:25
7. リオ・デ・ジャネイロ - "Rio de Janeiro" - 4:16
8. ガールズ - "Girls" - 2:46
9. セブンティーン - "Seventeen" - 3:44
10. シー・シー・ロック・スター - "(Si Si) Je suis un Rock Star" - 6:07

### 2005年再発CD (TECI-24302)ボーナス・トラック
1. ロスト・ギャラクシー - "Lost Galaxy" (B. Wyman, T. Taylor) - 4:23

## 参加ミュージシャン
- ビル・ワイマン - ボーカル、ベース、シンセサイザー、ハーモニカ、ギター
- テリー・テイラー - ギター、バッキング・ボーカル
- デイヴ・マタックス - ドラムス

アディショナル・ミュージシャン
- デイヴ・ローソン - シンセサイザー
- ブライアン・セッツァー - ギター(on #1)
- スティーヴン・ワイマン - シンセサイザー(on #1)
- クリス・レア - ギター(on #4)
- メル・コリンズ、マーティン・ドローヴァー、アニー・ホワイトヘッド - ホーン・セクション(on #5)
- Bob Wiczling - ドラムス(on #6, #9)
- スリム・ジム・ファントム（英語版） - ドラムス(on #7)
- ブルース・ロウランズ - ドラムス(on #10)
- クリス・キムゼイ - バッキング・ボーカル
- スチュアート・エプス - バッキング・ボーカル